# 索尼亞奇內 (尼任區)
51°3′47″N 32°37′53″E / 51.06306°N 32.63139°E
索尼亚奇内（羅馬化：Soniachne），2024年9月前名为五月一日村（烏克蘭語：Перше Травня），是烏克蘭北部切爾尼戈夫州尼任區巴赫马奇市镇的村落。始建於1850年，面積0.01平方公里，海拔高度144米，2006年人口95，人口密度每平方公里11,875人。
2024年9月19日，乌克兰最高拉达将此村的名字改为索尼亚奇内。